# 銭函天狗山
銭函天狗山（ぜにばこてんぐやま）は北海道小樽市見晴町に位置する、標高536.7mの山である。
正式名称は天狗山だが、定山渓天狗岳、小樽中心部の天狗山、朝里天狗岳となど区別するために銭函天狗山と呼ばれ、山頂標識もこちらになっている。略して銭天と呼ばれることもある。三等三角点の基準点名は天狗山。

## 登山コース
国道5号を進み銭函市街に入る。小樽商工信用組合の横道を曲がり、札幌緑花会の看板の曲がり道なりに進み、突き当たりまで車を走らすと銭天の登山道の看板がある。ここから登山がスタートする。登山口から暫く行くと銭天山荘があり、そこを横目にさらに進むと沢の地形となり傾斜が厳しくなり尾根に出る。尾根からはゴルフ場がみえる。尾根の比較的急な登りを進み、肩と呼ばれる岩壁の基部までたどり着く。ここから頂上へは回り込んで登ることができる。初心者でも1時間半程度で登れる手軽な山であるが、頂上は想像以上に切り立っており、眼下には弧を描く石狩湾が一望できる。

## 歴史
過去の文献でこの山に言及しているのは、安政4年（1857年）、玉虫左太夫による『入北記』で、「銭箱 漁家連軒鯡漁アリ。但天狗山丸山何レモ椴楓多シ。」とある。同時期に描かれた目賀田帯刀の錦絵にも天狗山の文字が確認できる。入植当初から和人によってこの名で呼ばれていたことが窺える。
また安政3年（1856年）、松浦武四郎による『竹四郎廻浦日記』のスケッチには天狗山の位置にワサリカフララチと名前が振られている。これが銭函天狗山のアイヌ語名称だった可能性がある。
明治42年（1909年）に天狗山一帯を北海道造林合資会社が買い取り植林事業を開始した。その後、事業は王子木材緑化に引き継がれ現在に至っている。
昭和初頭から山スキーできる山として親しまれており、昭和50年（1975年）には山麓のタカノス台に地産ゴルフ場（チサンC.C.）が開かれ、また山頂までの登山ルートも整備されており、レジャーのために訪れる人の多い山となっている。